# ZVH Volleybal
ZVH Volleybal is een volleybalvereniging uit Zevenhuizen, gemeente Zuidplas, Zuid-Holland, Nederland.

## Algemeen
De vereniging is op 26 mei 1964 opgericht onder de naam 'De Zevenklappers'. De club heeft diverse namen gekend. De huidige naam werd voor aanvang van het seizoen 2018/19 aangenomen, en verving hiermee de naam VC Nesselande.

## Breed kader
De vereniging heeft altijd beschikt over een grote afdeling voor breedtesport. De vele senioren- en jeugdteams, de afdeling voor de jongste volleyballers en de recreantengroep hebben de basis gevormd voor alle successen.

## Rijke geschiedenis
De vereniging heeft een rijke geschiedenis met vele sportieve successen, waaronder meerdere landstitels, nationale bekers, Europese avonturen en jeugdkampioenen van Nederland. Het eerste mannenteam werd in 2011 (spelend onder de naam Rivium Rotterdam) landskampioen, waarna het zich wegens financiële problemen terugtrok uit de A-League. Ook het eerste vrouwenteam kwam op het hoogste niveau uit, laatstelijk in het seizoen 2009-2010.

## Ontwikkeling individuele spelers
Naast de nationale successen heeft de club een rol gehad in de ontwikkeling van individuele spelers. Voorbeelden hiervan zijn Brecht Rodenburg en Ingrid Visser. Daarnaast heeft de vereniging bijgedragen aan de ontwikkeling van vele andere spelers, die nationaal en internationaal succes hebben geboekt.

## Erelijst
N.B. Als VC Nesselande; 1989-1992 als ZVH Zevenhuizen, 2011 als Rivium Rotterdam
| Competitie    | Mannen                                         |
| ------------- | ---------------------------------------------- |
| Landskampioen | 1990, 1992, 1998, 2004, 2005, 2006, 2007, 2011 |
| Bekerwinnaar  | 1989, 1990, 1991, 2005, 2006, 2007             |
| Supercup      | 1994, 2005, 2009                               |
|               |                                                |
| CEV Cup       | 2005 (finalist)                                |